# Hjälmsa
Hjälmsa är en småort i Bräkne-Hoby socken i Ronneby kommun i Blekinge län, Sverige.